# Gare d’Aspres-sur-Buëch
Gare d’Aspres-sur-Buëch vasútállomás Franciaországban, Aspres-sur-Buëch településen.

## Vasútvonalak
Az állomást az alábbi vasútvonalak érintik:
- Livron–Aspres-sur-Buëch-vasútvonal
- Lyon-Perrache-Grenoble-Marseille-vasútvonal

## Kapcsolódó állomások
A vasútállomáshoz az alábbi állomások vannak a legközelebb:
- Gare de Veynes-Dévoluy
- Gare de Lus-la-Croix-Haute